# Dealurile Silvaniei
Dealurile Silvaniei situate la nord-vest de aliniamentul culmilor Meseșului - Dumbrava - Țicău, aparțin munților Plopiș și se evidențiază printr-o succesiune de suprafețe monoclinale dispuse în mai multe planuri.

## Relief
Aceste suprafețe largi, secționate de mai multe văii, se pierd în șesurile aluvionare ale răurilor Barcău, Crasna, Zalău. Relieful se caracterizează prin asimetria văilor, a teraselor și luncilor printr-o îngustare a interfluviilor principale, cu apariția unor înșeuări ce permit cu ușurință trecerea dintr-o parte în alta a lor. Zona se caracterizează printr-o dinamică activă a reliefului , cu procese date de eroziunea areală și liniară, combinată pe alocuri cu alunecări de teren.

## Hidrografie
- Râul Crasna cu afluenții săi: Pria, Cizer, Ponița, Zalău, Hodiș, Corund, Bobota, Valea Banului, Morăuța.
- Râul Barcău cu afluenții: Bistra, râul Fânațelor, Fâneața Mare, Valea Mare, Făncica, Camăr, Inot.
- Râul Zalău cu afluenții: Valea Miții, Panic, Valea Recii, Ilișua, Guruslău.